# استراتون اودلی
استراتون اودلی (به انگلیسی: Stratton Audley) یک روستا و محله مدنی در بریتانیا است که در چرول واقع شده‌است. استراتون اودلی ۱۳٫۳۶ کیلومتر مربع مساحت و ۴۳۴ نفر جمعیت دارد.